# Lista de províncias do Gabão por IDH
Esta é uma lista de províncias do Gabão por Índice de Desenvolvimento Humano a partir de 2019.
Libreville (capital do Gabão e da província de Estuaire) e Port Gentil (capital da província de Ogooué-Maritime e segunda maior cidade) estão agrupadas e têm o seu próprio IDH.
| Classificação                | Província                   | IDH (2019)                  |
| Desenvolvimento humano alto  | Desenvolvimento humano alto | Desenvolvimento humano alto |
| ---------------------------- | --------------------------- | --------------------------- |
| 1                            | Libreville – Porto Gentil   | 0,740                       |
| –                            | Gabão                       | 0,706                       |
| Desenvolvimento humano médio |                             |                             |
| 2                            | Estuário                    | 0,689                       |
| 3                            | Haut-Ogooué                 | 0,684                       |
| 4                            | Moyen-Ogooué                | 0,658                       |
| 5                            | Ogooué-Maritime             | 0,652                       |
| 6                            | Woleu-Ntem                  | 0,645                       |
| 7                            | Nyanga                      | 0,639                       |
| 8                            | Ogooué-Lolo                 | 0,633                       |
| 9                            | Ngounié                     | 0,622                       |
| 10                           | Ogooué-Ivindo               | 0,597                       |